# Machacón (kommunhuvudort)
Machacón är en kommunhuvudort i Spanien. Den ligger i provinsen Provincia de Salamanca och regionen Kastilien och Leon, i den centrala delen av landet, 160 km väster om huvudstaden Madrid. Machacón ligger 808 meter över havet och antalet invånare är 517.
Terrängen runt Machacón är platt. Runt Machacón är det glesbefolkat, med 11 invånare per kvadratkilometer. Närmaste större samhälle är Salamanca, 12,6 km väster om Machacón. Trakten runt Machacón består till största delen av jordbruksmark.